# Defenestrațiile de la Praga
Defenestrațiile de la Praga au fost cele două evenimente din istoria Boemiei, unul în 1419, iar cel de-al doilea în 1618. În istorie se face referire cel mai des la al doilea dintre evenimente, însă ambele au reprezentat elementele de început al unor importante conflicte în Boemia și regiunea înconjurătoare. 

## Prima defenestrație de la Praga
Prima defenestrație de la Praga a dus la uciderea a șapte membri ai consiliului orășenesc de către o mulțime de husiți radicali cehi. Incidentul a avut loc pe 30 iulie 1419. Jan Želivský, un preot husit de la Biserica Fecioarei Maria a Zăpezilor, și-a condus congregația într-o procesiune pe străzile Pragăi spre primăria orașului Novoměstská radnice. Consilierii orășenești au refuzat să-i elibereze pe prizonierii husiți, iar un consilier antihusit a aruncat cu o piatră spre protestatari. Mulțimea înfuriată a luat cu asalt primăria și i-a aruncat pe membrii consiliului orășenesc pe ferestre, aceștia prăbușind-se pe sulițele mulțimii înarmate aflate în stradă. 
Procesiunea a fost rezultatul creșterii nemulțumirilor oamenilor de rând față de inegalitățile dintre țărani pe de-o parte și clerul catolic și aristocrați pe de alta. Aceste nemulțumiri au fost combinate cu sentimentele naționaliste în creștere și cu o tot mai importantă influență a predicatorilor "radicali" (precum era Jan Želivský, care considerau că statutul bisericii catolice din acel moment era de-a dreptul eretic. Acești predicatori își îndemnau congregațiile la acțiune imediată, inclusiv la revoltă armată, pentru a combate toate nedreptățile și îndepărtarea de la adevărata credință creștină. 
Prima defenestrație a fost astfel punctul de cotitură în dezvoltarea mișcării husite, marcând momentul în care s-a renunțat la negocieri și s-a trecut la acțiuni violente. Această acțiune este considerată ca evenimentul declanșator al războaielor Husite, care au durat până în 1436. 

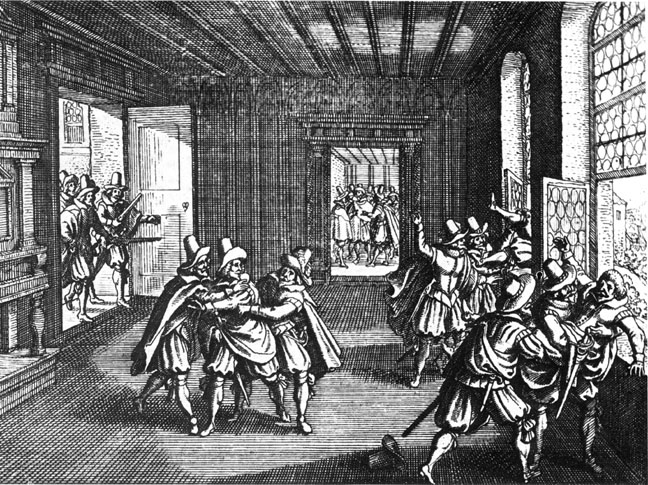
Gravură în lemn contemporană înfățișând defenestrația din 1618.

## A doua defenestrație de la Praga
A doua defenestrație de la Praga a fost un eveniment care a avut loc în 1618 și care a fost urmat de Războiul de Treizeci de Ani. 
O parte a aristocrației din Boemia s-a revoltat ca urmare a alegerii  în 1617 a catolicului duce de Stiria, Ferdinand, ca Rege al Boemiei pentru a-i urma la tron împăratului Matia al Sfântului Imperiu Roman. În 1617 oficialii catolici au ordonat oprirea construcției unor capele protestante pe terenuri pe care clericii catolici le revendicau ca aparținându-le de drept. Protestanții, care considerau aceste terenuri ca fiind sub jurisdicția regelui, nu a Bisericii Catolice, au considerat acțiunea mai sus-amintită ca o violare a dreptului la libertate religioasă garantată de Scrisoarea Majestății emisă de împăratul Rudolf al II-lea în 1609. Protestanții s-au temut ca Ferdinand, un catolic ferm, va retrage drepturile primite anterior de protestanți, îndată ce avea să se urce pe tronul imperial.
Pe 23 mai 1618 o adunare a protestanților prezidată de contele Thurn, au judecat doi guvernatori imperiali, Wilhelm Grav Slavata (1572–1652) și Jaroslav Borzita Graf Von Martinicz (1582–1649), pentru încălcarea libertății religioase garantate de Scrisoarea Majestății. Cei doi au fost găsiți vinovați și împreună cu secretarul lor, Philip Fabricius, au fost aruncați pe ferestrele Cancelariei Boemiei. Cei trei au căzut pe o grămadă de gunoi de grajd și au scăpat nevătămați. Mai târziu Philip Fabricius a fost înnobilat de împărat, care i-a acordat titlul „von Hohenfall” (în traducere „al Căderii de Sus”).
Oficialii imperiali catolici au pretins că cei trei au supraviețuit datorită protecției îngerilor păzitori, apărători ai cauzei drepte catolice. Pamfletiștii protestanți au afirmat că supraviețuirea celor trei a fost datorată mai degrabă baligii de cal decât îngerilor păzitori.

## Alte defenestrații
De-a lungul istoriei orașului Praga au avut loc mai multe „defenestrații”, dar ele nu sunt cunoscute cu numele de defenestrațiile de la Praga precum mai faimoasele evenimente din 1419 și 1618. 
Strict din punct de vedere cronologic, a doua defenestrație din Praga s-a petrecut pe 24 septembrie 1483, când șapte consilieri orășenești au fost uciși, iar trupurile lor au fost aruncate pe fereastră din turnurile primăriei. 
Uneori se folosește termenul de a treia defenestrație de la Praga pentru un eveniment care este astfel denumit în mod impropriu și care descrie moartea lui Jan Masaryk (10 martie 1948), care a fost găsit mort sub ferestra băii clădirii Ministerului Afacerilor Externe al Cehoslovaciei. Comuniștii cehoslovaci au fost bănuiți că l-au asasinat pe Masaryk